# ファインチョイス
ファインチョイス(Fine Choice)とは、日本の競走馬・繁殖牝馬。主な勝ち鞍に2011年の函館2歳ステークス。馬名の意味は「厳選されたもの、逸品」。

## 戦績
- 特記事項なき場合、本節の出典はJBISサーチ[5]

2011年7月23日、函館競馬場での2歳新馬戦でデビューし、1着。次走の函館2歳ステークスでは3番手を追走してアイムユアーズに1馬身2分の1の差をつけて勝利、連勝で重賞初勝利を果たすとともにアドマイヤムーン産駒も初年度産駒から重賞初勝利となった。3か月の休養を挟んで出走のファンタジーステークスではアイムユアーズの3着。続く阪神ジュベナイルフィリーズも11着に終わった。
3歳を迎えて、初戦のフィリーズレビューで12着、続く桜花賞も7着、その後はオープン競走を3走してそれぞれ8着、8着、7着に終わり、CBC賞にも出走したが13着に終わった。3歳の残りシーズンは出走せず、4歳を迎えてもオープン特別、重賞を3戦して3着以内には入らなかった。夏競馬になり、収得賞金が半減されたことからクラスがオープンから2つ下の1000万下クラスに降級。函館の1000万下特別のHTB杯では好位置からレースを進めて約2年ぶりに勝利をあげ、続くTVh杯では全弟のアットウィルを下して連勝、再びオープン入りを果たした。当初はこのTVｈ杯で引退の予定であったが、TVh杯のレース内容がよかったことと今後の短距離オープン路線のメンバー構成を考えた末に引退を撤回して現役を続行。UHB賞ではスタートから先頭に立ってレースを優位に進めたが、最後はストレイトガールにクビ差で差されて2着。続くキーンランドカップが改めて引退レースとして選ばれ、レースではフォーエバーマークの13着に終わり、このレースを最後に現役引退、8月28日付で競走馬登録を抹消した。
函館では6戦して着外に終わったキーンランドカップを除けば、4勝2着1回の成績を残した。

## 競走成績
以下の内容は、JBISサーチおよびnetkeiba.comに基づく。
| 競走日     | 競馬場 | 競走名                     | 格   | 距離（馬場）  | 頭数 | 枠番 | 馬番 | オッズ （人気） | 着順 | タイム （上り3F） | 着差 | 騎手     | 斤量 [kg] | 1着馬（2着馬）       | 馬体重 [kg] |
| ---------- | ------ | -------------------------- | ---- | ------------- | ---- | ---- | ---- | --------------- | ---- | ----------------- | ---- | -------- | --------- | -------------------- | ----------- |
| 2011.07.23 | 函館   | 2歳新馬                    |      | 芝1200m（良） | 11   | 8    | 11   | 003.30（2人）   | 01着 | R1:10.3 （36.0）  | -0.5 | 岩田康誠 | 54        | （クッカーニャ）     | 434         |
| 0000.08.07 | 函館   | 函館2歳S                   | GIII | 芝1200m（良） | 13   | 6    | 9    | 003.80（2人）   | 01着 | R1:10.8 （36.4）  | -0.2 | 上村洋行 | 54        | （アイムユアーズ）   | 436         |
| 0000.11.05 | 京都   | ファンタジーS              | GIII | 芝1400m（良） | 17   | 3    | 5    | 002.80（1人）   | 03着 | R1:21.5 （35.2）  | -0.2 | 岩田康誠 | 54        | アイムユアーズ       | 450         |
| 0000.12.11 | 阪神   | 阪神ジュベナイルフィリーズ | GI   | 芝1600m（良） | 18   | 3    | 5    | 011.60（6人）   | 11着 | R1:35.8 （35.6）  | -0.9 | 岩田康誠 | 54        | ジョワドヴィーヴル   | 448         |
| 2012.03.11 | 阪神   | フィリーズレビュー         | GII  | 芝1400m（良） | 16   | 4    | 7    | 011.30（6人）   | 12着 | R1:24.3 （37.7）  | -1.5 | 池添謙一 | 54        | アイムユアーズ       | 446         |
| 0000.04.08 | 阪神   | 桜花賞                     | GI   | 芝1600m（良） | 18   | 8    | 16   | 152.4（15人）   | 07着 | R1:35.2 （34.7）  | -0.6 | 池添謙一 | 55        | ジェンティルドンナ   | 444         |
| 0000.04.22 | 京都   | 橘S                        | OP   | 芝1400m（稍） | 16   | 5    | 10   | 009.90（4人）   | 08着 | R1:22.6 （35.7）  | -0.5 | 池添謙一 | 55        | ガンジス             | 446         |
| 0000.05.13 | 京都   | 葵S                        | OP   | 芝1200m（良） | 15   | 1    | 1    | 005.60（3人）   | 08着 | R1:08.7 （34.8）  | -0.7 | 川田将雅 | 55        | マコトナワラタナ     | 452         |
| 0000.06.17 | 福島   | バーデンバーデンC          | OP   | 芝1200m（良） | 11   | 6    | 7    | 014.50（7人）   | 07着 | R1:10.1 （36.0）  | -0.8 | 嶋田純次 | 50        | ビウイッチアス       | 450         |
| 0000.07.01 | 中京   | CBC賞                      | GIII | 芝1200m（重） | 17   | 4    | 7    | 083.3（13人）   | 13着 | R1:09.9 （35.4）  | -1.2 | 中井裕二 | 50        | マジンプロスパー     | 450         |
| 2013.01.14 | 京都   | 淀短距離S                  | OP   | 芝1200m（重） | 16   | 1    | 1    | 069.4（13人）   | 05着 | R1:10.4 （34.5）  | -0.2 | 松山弘平 | 52        | アイラブリリ         | 470         |
| 0000.04.06 | 阪神   | 阪神牝馬S                  | GII  | 芝1400m（良） | 16   | 2    | 3    | 164.9（14人）   | 12着 | R1:22.6 （35.2）  | -1.2 | 四位洋文 | 54        | サウンドオブハート   | 470         |
| 0000.04.28 | 福島   | 福島民友C                  | OP   | 芝1200m（良） | 16   | 7    | 14   | 036.8（12人）   | 13着 | R1:09.2 （35.1）  | -1.0 | 勝浦正樹 | 53        | アウトクラトール     | 456         |
| 0000.06.15 | 函館   | HTB杯                      | 1000 | 芝1200m（良） | 12   | 7    | 9    | 004.80（2人）   | 01着 | R1:08.1 （34.1）  | -0.1 | 松山弘平 | 55        | （レオンビスティー） | 460         |
| 0000.06.29 | 函館   | TVh杯                      | 1600 | 芝1200m（良） | 14   | 6    | 9    | 002.40（1人）   | 01着 | R1:08.1 （34.4）  | -0.2 | 岩田康誠 | 55        | （アットウィル）     | 460         |
| 0000.08.11 | 函館   | UHB賞                      | OP   | 芝1200m（良） | 12   | 8    | 11   | 002.70（1人）   | 02着 | R1:10.4 （35.2）  | -0.0 | 四位洋文 | 54        | ストレイトガール     | 464         |
| 0000.08.25 | 函館   | キーンランドC              | GIII | 芝1200m（稍） | 16   | 3    | 6    | 006.50（3人）   | 13着 | R1:12.9 （37.9）  | -1.2 | 四位洋文 | 54        | フォーエバーマーク   | 462         |

## 引退後
引退後は、故郷の富田牧場で繁殖牝馬になった。

### 産駒一覧
|       | 生年   | 馬名                       | 性 | 毛色   | 父                         | 馬主               | 厩舎                         | 戦績    | 供用           | 出典   |
| ----- | ------ | -------------------------- | -- | ------ | -------------------------- | ------------------ | ---------------------------- | ------- | -------------- | ------ |
| 初仔  | 2015年 | プライムチョイス           | 牝 | 鹿毛   | ロードカナロア             | 宮川純造           | 栗東・加用正                 | 10戦1勝 | （繁殖牝馬）   | [ 18 ] |
| 2番仔 | 2016年 | ガデスチョイス             | 牝 | 黒鹿毛 | キンシャサノキセキ         | 宮川純造           | 栗東・加用正                 | 5戦0勝  | （引退）       | [ 19 ] |
| 3番仔 | 2017年 | エクスチェンジ             | 牝 | 栗毛   | マジェスティックウォリアー | 宮川純造           | 栗東・加用正                 | 21戦1勝 | （繁殖牝馬）   | [ 20 ] |
| 4番仔 | 2019年 | （ファインチョイスの2019） | 牝 | 鹿毛   | ドゥラメンテ               |                    |                              |         | （未出走）     | [ 21 ] |
| 5番仔 | 2020年 | ブラーヴ                   | 牡 | 鹿毛   | マジェスティックウォリアー | 宮川純造 →田賀孝昭 | 栗東・加用正 →金沢・黒木豊   | 25戦2勝 | （引退）       | [ 22 ] |
| 6番仔 | 2021年 | プロミシングスター         | 牡 | 鹿毛   | マジェスティックウォリアー | 宮川純造           | 栗東・加用正 →栗東・高橋義忠 | 15戦2勝 | （現役）       | [ 23 ] |
| 7番仔 | 2023年 | （ファインチョイスの2023） | 牡 | 鹿毛   | アドマイヤマーズ           |                    |                              |         | （デビュー前） | [ 24 ] |
| 8番仔 | 2024年 | （ファインチョイスの2024） | 牡 | 栗毛   | デクラレーションオブウォー |                    |                              |         | （デビュー前） | [ 25 ] |

- 2025年4月17日現在

## 血統表
| ファインチョイスの血統        | ファインチョイスの血統                      | ファインチョイスの血統          | （血統表の出典）                | （血統表の出典） |
| 父系                          | ミスタープロスペクター系                    | ミスタープロスペクター系        | ミスタープロスペクター系        | [ § 2 ]          |
| 父 アドマイヤムーン 2003 鹿毛 | 父の父*エンドスウィープ End Sweep 1991 鹿毛 | *フォーティナイナー             | Mr. Prospector                  | Mr. Prospector   |
| 父 アドマイヤムーン 2003 鹿毛 | 父の父*エンドスウィープ End Sweep 1991 鹿毛 | *フォーティナイナー             | File                            |                  |
| 父 アドマイヤムーン 2003 鹿毛 | 父の父*エンドスウィープ End Sweep 1991 鹿毛 | Broom Dance                     | Dance Spell                     | Dance Spell      |
| 父 アドマイヤムーン 2003 鹿毛 | 父の父*エンドスウィープ End Sweep 1991 鹿毛 | Broom Dance                     | Witching Hour                   |                  |
| 父 アドマイヤムーン 2003 鹿毛 | 父の母マイケイティーズ 1998 黒鹿毛          | *サンデーサイレンス             | Halo                            | Halo             |
| 父 アドマイヤムーン 2003 鹿毛 | 父の母マイケイティーズ 1998 黒鹿毛          | *サンデーサイレンス             | Wishing Well                    |                  |
| 父 アドマイヤムーン 2003 鹿毛 | 父の母マイケイティーズ 1998 黒鹿毛          | *ケイティーズファースト         | Kris                            | Kris             |
| 父 アドマイヤムーン 2003 鹿毛 | 父の母マイケイティーズ 1998 黒鹿毛          | *ケイティーズファースト         | Katies                          |                  |
| 母 アフレタータ 2000 栗毛     | 母の父*タイキシャトル 1994 栗毛             | Devil's Bag                     | Halo                            | Halo             |
| 母 アフレタータ 2000 栗毛     | 母の父*タイキシャトル 1994 栗毛             | Devil's Bag                     | Ballade                         |                  |
| 母 アフレタータ 2000 栗毛     | 母の父*タイキシャトル 1994 栗毛             | *ウェルシュマフィン             | Caerleon                        | Caerleon         |
| 母 アフレタータ 2000 栗毛     | 母の父*タイキシャトル 1994 栗毛             | *ウェルシュマフィン             | Muffitys                        |                  |
| 母 アフレタータ 2000 栗毛     | 母の母*チャイナブリーズ 1991 鹿毛           | Capote                          | Seattle Slew                    | Seattle Slew     |
| 母 アフレタータ 2000 栗毛     | 母の母*チャイナブリーズ 1991 鹿毛           | Capote                          | Too Bald                        |                  |
| 母 アフレタータ 2000 栗毛     | 母の母*チャイナブリーズ 1991 鹿毛           | Nowanna                         | Envoy                           | Envoy            |
| 母 アフレタータ 2000 栗毛     | 母の母*チャイナブリーズ 1991 鹿毛           | Nowanna                         | Distaff Decider                 |                  |
| 母系(F-No.)                   | チャイナブリーズ(USA)系(FN:1-o)             | チャイナブリーズ(USA)系(FN:1-o) | チャイナブリーズ(USA)系(FN:1-o) | [ § 3 ]          |
| 5代内の近親交配               | Halo 4 × 4 = 12.50％                        | Halo 4 × 4 = 12.50％            | Halo 4 × 4 = 12.50％            | [ § 4 ]          |
| 出典                          | 1. 2. 3. 4.                                 | 1. 2. 3. 4.                     | 1. 2. 3. 4.                     | 1. 2. 3. 4.      |

- 半妹にキャンディバローズ（ファンタジーステークス）[27]。その産駒にヤンキーバローズ（ファルコンステークス）
- そのほかの近親はフライアーズカース#主なファミリーラインを参照。